# محمد حنيف نجاد
محمد حنيف نجاد (1938 - 25 أیار 1972) هو أحد مؤسسي منظمة مجاهدي خلق الإيرانية. أسس مع سعيد محسن وعلي أصغر بدیع زادكان منظمة مجاهدي خلق الإیرانیة عام 1965. اعتقل السافاك محمد حنيف نجاد عام 1971 وأُعدم في الرابع من أیار 1972 مع مؤسسين آخرين وعضوين في المنظمة المركزية لمجاهدي خلق في إيران.
وفي تأكيده على الإسلام الثوري والديمقراطي باعتباره النظرية التوجيهية للنشاط الثوري، أوضح حنيف نجاد أن الحد الفاصل بين الحق والباطل (الصواب والخطأ) من الناحیة الاقتصادیة والإجتماعیة ليس الحد بين من یؤمن بالله ومن لا یؤمن به، بل الحدود الحقيقية هي بين المستَغَل والمستَغِل. ورأى في هذا الصدد أن وجود تنظيم ثوري هو الضمان لتنفيذ هذه الرؤیة.

## السيرة الذاتية والأنشطة
ولد محمد حنيف نجاد عام 1938 في تبريز. أكمل تعليمه الابتدائي والثانوي في مدرسة الحمام الابتدائية وثانويتي المنصور والفردوسي بهذه المدينة. درس الهندسة الزراعية . الذي تخرج عام 1963 وأنهى خدمته العسكرية برتبة ضابط في طهران و في مركز مدفعية أصفهان.

### النشاط السياسي
أثناء دراسته كان حنيف نجاد طالبا نشيطا ورئيسا للرابطة الإسلامیة للطلبة، كما كان ناشطا في الجبهة الوطنية وحركة الحرية في الحركات الطلابية من عام 1960إلى 1964 . في فبراير 1962 بعد أن هاجمت قوات كوماندوز الشاه الجامعة، تم اعتقاله وسجنه، وقضى 7 أشهر في سجني قزال قلعة وقصر . ولم يتوقف عن نشاطه داخل السجن أيضاً، وقام بتعزيز أجواء المقاومة في السجن من خلال إقامة المحاضرات والمناظرات وجلسات النقد.
حنيف نجاد، إلى جانب عمله متخفيًا، أمضى جزءًا من وقته في جولات مجتمعية. وكان يذهب إلى الضاحیة الجنوبیة لعاصمة طهران أو إلى القرى ويجلس مع جموع الناس ويتعرف على آلامهم ويعزز معنویاته بهم ويتعلم منهم. وكان يقول لرفاق دربه إننا إذا لم نكن مع جماهير الناس وإلى جانبهم، وإذا درسنا الكتب وفكرنا لسنوات في بيئة مغلقة، فمن المستحيل أن نحدث أدنى تغيير في واقع المجتمع.

## تأسيس منظمة مجاهدي خلق الإيرانية
أسس محمد حنيف نجاد مع سعيد محسن وعلي أصغر بدیع زادكان منظمة مجاهدي خلق في 6 سبتمبر 1965. في وقت تأسيسها، كان يسمى ببساطة "المنظمة"، وحتى إعدامه، لم يكن هذا التنظيم يسمى "منظمة مجاهدي خلق".
وفي عام 1963 التقى حنيف نجاد بسعيد محسن في سجن قزل قلعة . ورأوا أن تعامل نظام الشاه مع مظاهرات 5 يوني. 1963 قد غيّر مرحلة النضال. وبحسب محمد حنيف نجاد فإن "مقتل المواطنین الذين كانوا خالي الوفاض أظهر أنه لم يعد من الممكن مواصلة النضال بالأساليب القديمة". وإلى جانب النضال، قاموا بدراسات مستفيضة حول الإسلام وکذلک المدارس الغربية، فضلاً عن نضالات شعب إيران و عن نضالات الشعوب الأخری في بلدان العالم وتوصلوا إلى ضرورة الكفاح المسلح، وأسسوا المنظمة.
بذل حنيف نجاد والأعضاء الأوائل في منظمة مجاهدي خلق جهودًا كبيرة من أجل استخراج إجابات جديدة للقضايا القديمة والجديدة من قلب الإسلام، وبهذه الطريقة توصلوا إلی قراءة جديدة وديناميكية للإسلام وتألیفه وتقديمه. وحاولوا أن يتعلموا النضال من قلب تاريخ المذهب الشيعي ليجدوه مناسباً للعصر الجديد. وقد تعلموا مع سعيد محسن وعلي أصغر بدیع زادكان الدروس الأولى للإسلام التي تتوافق مع العصر الجديد وتستجيب للقضايا الجديدة . من المهندس بازرکان وآیة الله طالقاني‌ والدکتور سحابي.

## الاعتقال والإعدام

### اعتقال
تم اعتقال محمد حنيف نجاد، مع معظم الأعضاء الرئيسيين في المنظمة التي أعلنت فيما بعد وجودها تحت اسم " منظمة مجاهدي خلق خلق "، في أحد المنازل عقب هجوم السافاك. وكان أحد أعضاء السافاك يدعى شاه مراد دلفاني الذي تم تقديمه لسعيد محسن من أجل الحصول على الأسلحة من كرمانشاه، هو سبب هذا التسريب. وبعد اعتقالهم تعرضوا للتعذيب الشديد على يد السافاك. ويقال إن محمد حنيف نجاد كان يفقد وعيه في أغلب الأحيان نتيجة الإصابات الناجمة عن التعذيب... وقد تضررت عيناه وأنفه نتيجة تعذيب تعمق الجراح في ساقيه.
قال محمد لرفاقه: "في المحاكمة الأولى حكموا علي بالسجن المؤبد وقالوا إذا استوفيت أحد الشروط الثلاثة فلن يتم إعدامك: أن تقول إننا ضد الكفاح المسلح، أو آن تقول إن الإسلام ضد الماركسية؛. والشرط الثالث هو أن تقول إن مرسلین من قبل العراق. ولم أقبل أياً من هذه الشروط.

### الرسالة الأخيرة
وهکذا قال محمد حنيف نجاد في رسالته الأخيرة: "إن رواد الثوار ورواد الشعب يحترقون كالسراج الساطع لينيروا حياة الآخرين. ولهذا السبب يمكن اعتبارهم أمثلة وبلورة للمثل الإنسانية للشعب، ويمكن اعتبارهم رمزاً ودليلاً ومنيراً لمسار خلاص المحرومين... "على كل حال سر انتصارنا هو الحفاظ على الوحدة السياسية والتنظيمية الدائمة للجماعة، والتي تتجلى في الجهود التالية. 1- الوحدة التنظيمية 2- الوحدة الاستراتيجية 3- الوحدة الأيديولوجية، وبهذا يكون الضمان الوحيد للنصر هو الحفاظ الصارم على مبادئ الوحدة، والذي لا يتم الحفاظ عليه إلا من خلال مبدأ النقد والنقد الذاتي ومبدأ دیمومة بقاء الطليعة.

### الإعدام
تم إعدام محمد حنيف نجاد مع مؤسسي منظمة المجاهدين الآخرين، سعيد محسن وأصغر بديع زادكان، واثنين من أعضاء اللجنة المركزية للمنظمة - عبد الرسول مشكين فام ومحمود عسکري زاده – رمیًا بالرصاص بساحة جیتکر.
روی حسين شاه حسيني، عضو المجلس المركزي للجبهة الوطنية الإيرانية، الذي كان في سجن قزل قلعة عام 1972، قصة إعدام محمد حنيف نجاد على النحو التالي: «الرقيب ساقي مسؤول سجن قزل قلعة... جاء إلى زنزانتي صباح يوم 25 يونيو 1972. بدا شاحبًا ومتوترًا. سألته عن احواله وقال: لقد شهدت اليوم مشهداً لن أنساه بقية حياتي. وكان من المقرر إعدام حنيف نجاد وأصدقائه في حوالي الساعة الرابعة صباحًا. وكنت أيضا مراقبا للحادث. كان حنيف نجاد مستيقظًا عندما ذهب ضابط سجن آخر إلى زنزانته ليأخذه إلى ساحة رمی جیتکر لحضور مراسم الإعدام. فلما رآنا قال: أعرف لماذا جئتم. ثم قام مستقبل القبلة ورفع يديه وهو يتلو آيات من القرآن وقال: اللهم أننی شاکر لکرمک. لقد منحتني هذا النجاح لأكون شهيداً في سبيل هدفي... ثم بدأ بالسير معنا... نقلناه نحو ميدان الرماية. وفي الطريق كان يشكر ويستمر بذلك حتى لحظة إطلاق النار، وكأنه ذاهب إلى حفل زفاف!...»

### مكان الدفن
مكان دفنه في القطعة 33 من بهشت الزهراء في طهران.

### الوصیة
وفيما يلي نص وصية محمد حنيف نجاد: بسم الله «خط الموت علي ولد ادم مخط القلادة علي جيد الفتاة وما اولهاي الي اسلافي إشتیاق يعقوب إلی يوسف» من الحسين بن علي عليه السلام أكتب الوصية التالية بصحة جيدة ووعي تام. والدي الكريم، لقد احترمتك قدر المستطاع طیلة حياتي، وأتمنى أن تسامحني في حالات قد أكون قد قصرت فيها. لم يكن هذا عملاً واعيًا، وأعتقد أن عملي كان عمومًا في طريق الله. نحن الثمانية الذين يقومون حاليًا بإعدام سعيد محسن وأصغر بدیع زادكان ومحمود عسکري زاده ورسول مشكين فام. نسأل الله المغفرة ونأمل أن تسامحونا إذا أخطأنا. في وقت اعتقالي، صادر السافاك بعض الأغراض التي أتذكرها هي: سجادة واحدة وسجادتان (تم إحضار هاتين السجادتين من منزل عطا الله حاج محموديان)، وساعة وممتلكاتي الشخصية يمكنك الحصول عليها. حاولوا ألا تحزنوا بعدي وكلما حزنتم فاقروأ القرآن المترجم وخاصة سورة الأحزاب وسورة محمد وسورة التوبة وبعض السور الأخرى مثلها کثیرا. فمنهم من قضی نحبه و منهم من ینتظر و ما بدلوا تبدیلا
محمد حنيف نجاد 1972/5/25

### حول إعدامهم
ملخص ذكرى مرتضى أديمي: «في خريف عام 1972، عندما كنت أادي خدمتي العسكرية في ثكنة عباس آباد في طهران، كان من المفترض أن نذهب إلى ميدان الرماية في ساحة جیتکر للتدريب على الرماية. عندما وصلنا إلى ميدان الرماية، لاحظت بضعة أزواج من الأحذية ملقاة في الزاوية على الطريق. ذهبت إليهم. أوقفني جندي كان حريصًا على عدم تجاوز خط النار وقال لي: هل تبحث عن حذاء سیدي؟ قلت نعم. كان الأمر كما لو كان يبحث عن شخص ما للتحدث معه. قال بتجاعيد الوجه: کان هناك خمسة أشخاص لقد تم إحضارهم إلى هنا في الصباح الباكر منذ بضعة أشهر فقط. كانوا صغارا. ولا أعرف مقدار التعذيب الذي تعرضوا له. وكان قي صدورهم قلب الأسد. وهتفوا بالموت للملك. وظلوا يصرخون: الله أكبر. الله أكبر. لم أرى أحداً شجاعاً مثلهم. ما کان للخوف أو الرعب سبیلا لهم. وکان الأمر كما لو أنهم کانوا یزغبون ان یطلق النار عليهم. تم إحضار مجموعة من الجنود لإعدامهم. لكن لم يذهب أحد إلى خط النار. ولم يكن أي جندي على استعداد لإطلاق النار عليهم. ولم يتوقفوا عن تلاوة القرآن وترديد الشعارات . ولم يسمحوا أن تکون عیونهم معصوبة. الضابط المشرف علی إطلاق النار الذي رأى هذا المشهد، كان عليه أن يذهب ويحضر بمجموعة أخرى من الأشخاص الآخرین من العرفاء وضباط الصف. لقد وضعهم في خط النار وأجبرهم على إطلاق النار. هذه الأحذية تعود إلی الذین تم اعدامهم...»
وعندما عدت إلى الثكنة، قال ضابط صف : «هؤلاء الأشخاص الخمسة كانوا من مجموعة مع مهدي رضائي". ثم أخبرني بفقرات من نص الدفاع لمهدي الشهيد. في تلك الأيام، لم أكن أعرف حنيف نجاد، ولا سعيد محسن، ولا أي شخص آخر من مجاهدي خلق. ولم أتعرف على اسم مهدي رضائي إلا من خلال الصحف . لكنني عرفت أنهم فدائیون شرفاء يناضلون من أجل تحریز الشعب من نظام الشاه، وفي حلمي تمنيت رؤيتهم ...»

## وجهات النظر
درس محمد حنيف نجاد القرآن، وإيمانه بأصالة القرآن وفائدته کإيديولوجيا یوجه العمل النضالي وكان مزودا برؤية علمية وثورية. وكان من المهم بالنسبة له أن يحل المشاكل التي يواجهها البشریة، وخاصة الاناس الحاليين والأشخاص الذين يعانون ويستغلون في مجتمعنا. وقال إن أي مدرسة تحرر المقيدين وتقودهم على طريق التطور الکوني فهي مدرسة تطورية ويمكنها الاستجابة لاحتياجات الإنسان ونضالاته. وقال: واجب الإنسان ومهمته ليس فقط معرفة المجتمع، بل يجب أن یقوم بتغييره في اتجاه التطور.
ويمكن تلخيص وجهة نظر حنيف نجاد في مجال الأيديولوجيا والاستراتيجية والتنظيم في الجمل الثلاث التالية: أولاً: الحد الفاصل بين الحق والباطل ليس الحد بين من یؤمن بالله ومن لا یؤمن به، بل هذا الحد یمر بين المستَغِل والمستَغَل. ثانياً: في الوضع الذي يتم فيه الرد على كل عمل قانوني وسلمي بالرصاص والسجن والتعذيب، فإن الطريقة الوحيدة للتعامل مع القمع هي الكفاح المسلح. ثالثًا: في الحالة التي يقمع فيها الظالم الناس مجمعا وبكل قوته، فان مکافحته لا یمکن بعمل غیر محترف وبدوام جزئي بل یتطلب ان یرتقي النضال بکفاح منظم و أعضاء محترفين من اجل تواصل النضال بصورة جماعیة في المنظمة.
بعد الضربة الأمنیة التی لحقت بالمنظمة في سبتمبر 1971 ، كتب حنيف نجاد في رسالة إلى اعضاٰء مجاهدي‌خلق المعتقلین: الثائر ليس مجرد من يهاجم العدو عشر مرات في اليوم ويقتل بعضًا من أفراد العدو، الثائر هو من عندما يكون النصر مثل ضوء خافت في مكان بعيد يومض، تراه مشرقًا كالشمس أمام عينيه.
وایقانا منه بالافق الباهر الواعد للمسار الذي انطلقوا فه کتب محمد حنیف نجاد في رسالة كتبها إلى رفاقه المتبقين في السجن وأرسلها بتوقيعه وتوقيع سعيد محسن، قال فیها: «عززوا الایمان في قلوبکم بإن الله لا يزال معنا. إن نفس القوة العظيمة التي أوصلتنا إلى هذه النقطة فانها قادرة على حمايتنا وتحفظنا في حمایته، انها لا تحرمنا من أي نعمة، وبإذنها يمكنها أن تأخذنا إلى مستويات أعلى...»